# Cingalotettix latilobus
Cingalotettix latilobus är en insektsart som först beskrevs av Hancock, J.L. 1908.  Cingalotettix latilobus ingår i släktet Cingalotettix och familjen torngräshoppor. Inga underarter finns listade i Catalogue of Life.